# Йеллен, Александр
Александр Йеллен (англ. Alexander Yellen) — американский кинооператор и режиссёр. Известен по работе над сериалом Нация Z и многочисленными фильмами категории Б, снятых для студии The Asylum.

## Биография
Родился в 1981 году в семье археолога Джона Йеллена и антрополога Эллисон Брукс. Посещал школу Сент-Олбанс в Вашингтоне. В 2003 году окончил Уэслианский университет.
Прежде чем самому встать за кинокамеру, Йеллен работал в кинематографе в качестве светооператора, фокус-пуллера и электрика-осветителя.

## Фильмография
| Год         | Название на русском            | Оригинальное название            | Должность                                         |
| ----------- | ------------------------------ | -------------------------------- | ------------------------------------------------- |
| 2006        | Змеиный полёт                  | Snakes on a Plane                | светооператор                                     |
| 2007        | После секса                    | After Sex                        | второй ассистент оператора                        |
| 2007        | Десятидюймовый герой           | Ten Inch Hero                    | фокус-пуллер                                      |
| 2007        | Я воин                         | I Am Omega                       | оператор                                          |
| 2009        | Два миллиона лет спустя        | Mega Shark vs. Giant Octopus     | оператор                                          |
| 2010        | Айсберг                        | Titanic II                       | оператор                                          |
| 2010        | Моби Дик                       | 2010: Moby Dick                  | оператор                                          |
| 2010        | Гибель титанов                 | Mega Shark versus Crocosaurus    | оператор                                          |
| 2011        | 2012: Ледниковый период        | 2012: Ice Age                    | оператор                                          |
| 2011        | Возвращение титанов            | Mega Python vs. Gatoroid         | оператор второго состава                          |
| 2011        | Битва за Лос-Анджелес          | Battle of Los Angeles            | оператор второго состава режиссёр второго состава |
| 2012        | Нацисты в центре Земли         | Nazis at the Center of the Earth | оператор                                          |
| 2012        | Восстание зомби                | Rise of the Zombies              | оператор                                          |
| 2013        | Атлантический рубеж            | Atlantic Rim                     | оператор                                          |
| 2014        | Мега-акула против Меха-акулы   | Mega Shark versus Mecha Shark    | оператор                                          |
| 2014        | Бермудские щупальца (ТВ-фильм) | Bermuda Tentacles                | оператор                                          |
| 2014        | Наёмницы                       | Mercenaries                      | оператор                                          |
| 2014 — 2018 | Нация Z (ТВ-сериал)            | Z Nation                         | оператор (54 эпизода) режиссёр (9 эпизодов)       |
| 2022        | Эйфория (ТВ-сериал)            | Euphoria                         | оператор камеры «C» (2 эпизода)                   |